# Jodie Meeks
Orestes Jodie Meeks II (Norcross, Georgia, 21 de agosto de 1987) es un exjugador de baloncesto estadounidense que disputó diez temporadas en la NBA. Con 1,93 metros de altura, jugaba en la posición de escolta.

## Trayectoria deportiva

### Universidad
Jugó durante tres temporadas con los Wildcats de la Universidad de Kentucky, en las que promedió 15,4 puntos y 3,0 rebotes por partido. En su primera temporada fue elegido como All-American entre los novatos. promediando 8,3 puntos por partido, siendo habitualmente el primer jugador en saltar a pista desde el banquillo. Anotó más de 10 puntos en 16 ocasiones, incluidos 14 de los 18 últimos partidos.
En su segunda temporada se perdió 20 partidos debido a las lesiones. A pesar de ello logró su mejor marca anotadora hasta ese momento ante Florida International, consiguiendo 21 puntos, a los que añadió 4 rebotes y 3 asistencias.
La que iba a ser su última temporada como universitario arrancó de forma espectacular, anotando en el primer partido ante el Virginia Military Institute 39 puntos, que no fueron suficientes para la victoria de su equipo. El 19 de enero de 2009 rompió el récord que poseía Dan Issel desde hacía 39 años, al lograr 54 puntos en un partido ante Tennessee. A lo largo de esa temporada, anotó 30 o más puntos en 7 ocasiones, siendo elegido en cuatro ocasiones como mejor jugador de la semana de la Southeastern Conference y finalmente incluido en el mejor quinteto de la misma. Fue también incluido en el segundo quinteto del All-American.

#### Estadísticas
| Año     | Equipo   | PJ | PT | MPP  | %TC  | %3P  | %TL  | RPP | APP | ROB | TPP | PPP  |
| ------- | -------- | -- | -- | ---- | ---- | ---- | ---- | --- | --- | --- | --- | ---- |
| 2006–07 | Kentucky | 34 | 1  | 22.1 | .419 | .364 | .897 | 2.8 | 1.5 | .9  | .1  | 8.7  |
| 2007–08 | Kentucky | 11 | 5  | 23.2 | .307 | .320 | .794 | 2.6 | 1.5 | .5  | .1  | 8.8  |
| 2008–09 | Kentucky | 36 | 36 | 34.4 | .463 | .406 | .902 | 3.4 | 1.8 | 1.3 | .1  | 23.7 |
| Total   | Total    | 81 | 42 | 27.7 | .436 | .386 | .890 | 3.0 | 1.6 | 1.1 | .1  | 15.4 |

### Profesional

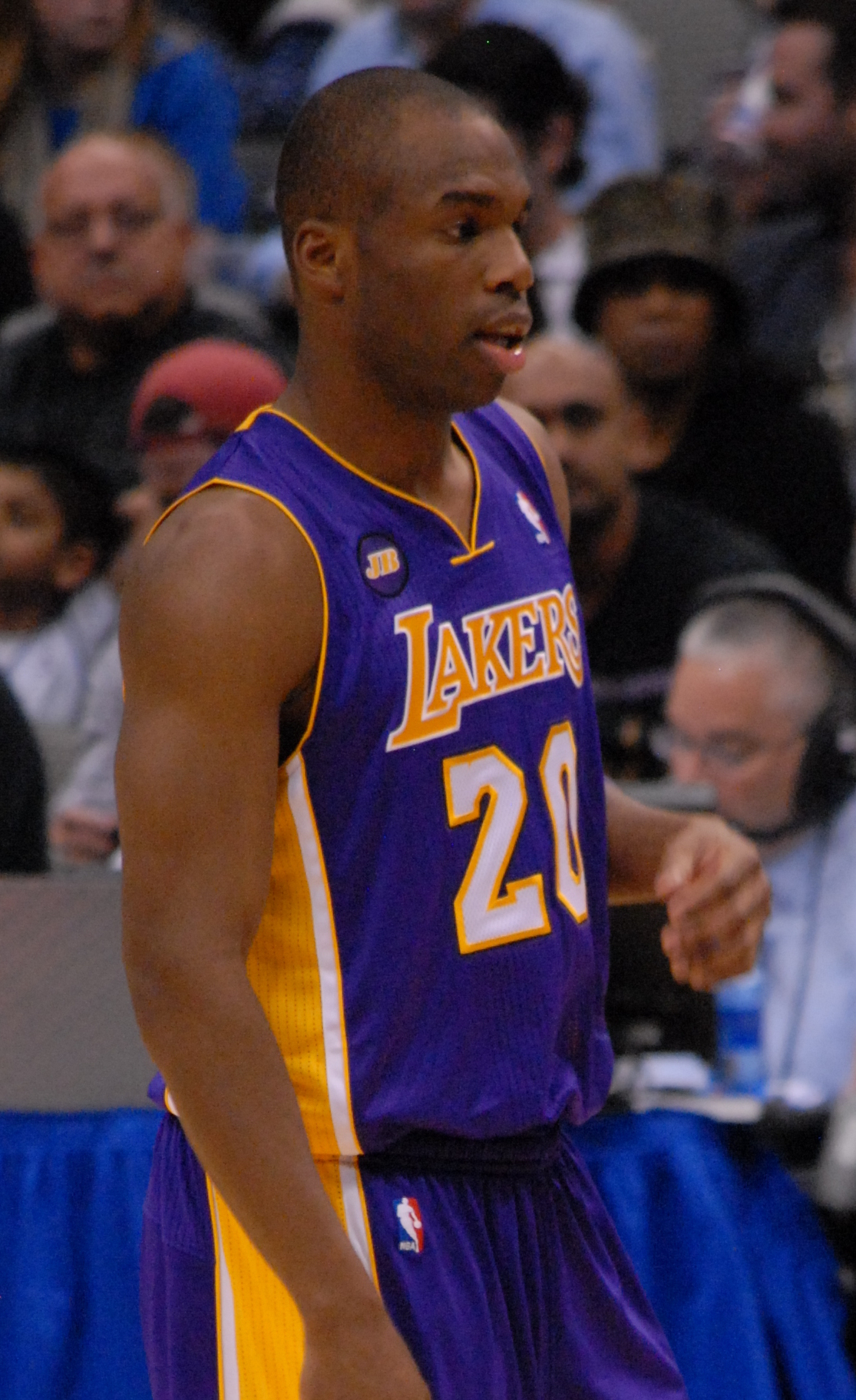
Jodie Meeks con Lakers en 2013.

Fue elegido en la cuadragésimo primera posición del Draft de la NBA de 2009 por Milwaukee Bucks, con quienes firmó un contrato por tres temporadas. Pero tras jugar 41 partidos en los que promedió 4,1 puntos y 1,8 rebotes, Fue traspasado a Philadelphia 76ers junto con Francisco Elson a cambio de Primoz Brezec y Royal Ivey. Fue titular durante dos temporadas en Philadelphia, donde llegó a disputar Playoffs.
Para la 2012-13, firmó por Los Angeles Lakers, donde permaneció hasta finalizar la temporada 2013-14, su mejor temporada NBA (15,7 ppp). Durante su segunda temporada en Los Ángeles, el 9 de marzo de 2014 ante Oklahoma City Thunder, consiguió la máxima anotación de su carrera con 42 puntos.
En julio de 2014 fichó por Detroit Pistons, firmando un contrato por 3 años y 19,5 millones de dólares.
En junio de 2016 fue traspasado a Orlando Magic a cambio de una futura segunda ronda del draft condicionada.
El 12 de julio de 2017, firmó por Washington Wizards. El 13 de abril de 2018, fue suspendido por 25 partidos, por violar los términos antidopaje de la NBA.
El 15 de octubre de 2018, fue traspasado, junto a una segunda ronda de draft a Milwaukee Bucks, pero, tras cumplir su sanción, el 24 de noviembre fue cortado, sin haber disputado ningún partido. El 20 de febrero de 2019, firma con Toronto Raptors un contrato de 10 días. Tras ese contrato, es despedido pero, el 25 de marzo, vuelve a la franquicia de canadiense hasta final de temporada.
El 13 de junio de 2019, con Toronto Raptors, se proclamó campeón de la NBA.
El 10 de enero de 2022, firmó con los Raptors 905 de la NBA G League. Siendo cortado el 18 de marzo.

### Selección nacional
En septiembre de 2022 disputó con el combinado absoluto estadounidense el FIBA AmeriCup de 2022, ganando el bronce al ganar la final de consolación ante el combinado canadiense.

### Entrenador
El 15 de septiembre de 2022, se une al cuerpo técnico de los Birmingham Squadron como asistente.
En septiembre de 2024, se hace oficial su incorporación al cuerpo técnico de los New Orleans Pelicans como asistente técnico.

## Estadísticas de su carrera en la NBA
|  | Denota temporadas en la que ganó un campeonato de la NBA |

### Temporada regular
| Año     | Equipo       | PJ  | PT  | MPP  | %TC  | %3P  | %TL   | RPP | APP | ROB | TPP | PPP  |
| ------- | ------------ | --- | --- | ---- | ---- | ---- | ----- | --- | --- | --- | --- | ---- |
| 2009-10 | Milwaukee    | 41  | 0   | 11.9 | .362 | .280 | .857  | 1.8 | .5  | .3  | .1  | 4.1  |
| 2009-10 | Philadelphia | 19  | 0   | 12.3 | .440 | .380 | .722  | 1.4 | .9  | .3  | .1  | 5.9  |
| 2010-11 | Philadelphia | 74  | 64  | 27.9 | .425 | .397 | .894  | 2.3 | 1.1 | .9  | .1  | 10.5 |
| 2011-12 | Philadelphia | 66  | 50  | 24.9 | .409 | .365 | .906  | 2.4 | .8  | .6  | .0  | 8.4  |
| 2012-13 | L.A. Lakers  | 78  | 10  | 21.3 | .387 | .357 | .896  | 2.2 | .9  | .7  | .1  | 7.9  |
| 2013-14 | L.A. Lakers  | 77  | 70  | 33.2 | .463 | .401 | .857  | 2.5 | 1.8 | 1.4 | .1  | 15.7 |
| 2014-15 | Detroit      | 60  | 0   | 24.4 | .416 | .349 | .906  | 1.7 | 1.3 | 1.0 | .1  | 11.1 |
| 2015-16 | Detroit      | 3   | 0   | 14.3 | .350 | .444 | 1.000 | 1.7 | 1.0 | .0  | .0  | 7.3  |
| 2016-17 | Orlando      | 36  | 10  | 20.5 | .402 | .409 | .878  | 2.1 | 1.3 | .9  | .1  | 9.1  |
| 2017-18 | Washington   | 77  | 0   | 14.5 | .399 | .343 | .863  | 1.6 | .9  | .4  | .1  | 6.3  |
| 2018-19 | Toronto      | 8   | 0   | 13.0 | .538 | .444 | .619  | 1.5 | 1.0 | .1  | .1  | 6.4  |
| Total   | Total        | 539 | 204 | 22.5 | .420 | .373 | .879  | 2.1 | 1.1 | .8  | .1  | 9.3  |

### Playoffs
| Año   | Equipo       | PJ | PT | MPP  | %TC   | %3P  | %TL   | RPP | APP | ROB | TPP | PPP |
| ----- | ------------ | -- | -- | ---- | ----- | ---- | ----- | --- | --- | --- | --- | --- |
| 2011  | Philadelphia | 5  | 5  | 25.0 | .419  | .444 | .833  | 2.0 | .8  | .6  | .0  | 7.8 |
| 2012  | Philadelphia | 13 | 1  | 7.8  | .346  | .231 | 1.000 | .3  | .3  | .2  | .1  | 2.7 |
| 2013  | L.A. Lakers  | 1  | 0  | 20.0 | .250  | .000 | 1.000 | 2.0 | .0  | 1.0 | .0  | 4.0 |
| 2016  | Detroit      | 1  | 0  | 2.0  | 1.000 | .000 | .000  | .0  | .0  | .0  | .0  | 2.0 |
| 2019  | Toronto      | 14 | 0  | 4.9  | .310  | .154 | .667  | .6  | .1  | .3  | .1  | 1.6 |
| Total | Total        | 34 | 6  | 9.3  | .363  | .283 | .920  | .7  | .3  | .3  | .1  | 3.0 |